# Cantón de San Mateo
San Mateo es el cantón número 4 de la provincia de Alajuela en Costa Rica. Su cabecera es la ciudad de San Mateo.

## Historia
En tiempos prehispánicos, el territorio de San Mateo fue habitado por indígenas de la nación de los huetares. En un paraje al que los españoles denominaron como Valle de la Cruz estuvo la residencia principal del rey huetar Garabito. En 1574 se estableció en ese mismo lugar una reducción indígena denominada Santa Catalina de Garabito, que subsistió hasta la segunda mitad del siglo XVIII y que estaba localizada en las vecindades del riachuelo conocido hoy como quebrada Garabito. A partir de 1820 se desarrolló la minería de oro en los Montes del Aguacate, cuyo auge se dio especialmente en los decenios de 1820 y 1830. Posteriormente, San Mateo se desarrolló gracias a que por su territorio pasaba la carretera entre San José y Puntarenas, hoy denominada Ruta Nacional Primaria 3, y más tarde, el ferrocarril al Pacífico.

## Ubicación
Está localizado a 31 kilómetros al este de Caldera de Esparza, a 44 kilómetros al suroeste de la ciudad capital de la provincia de Alajuela, y a 58 km de la capital nacional de San José.
Sus límites son al este con Atenas, al norte con San Ramón y Esparza, al oeste con Esparza, y al suroeste con Orotina. Fue fundado el 7 de agosto de 1868.

## División administrativa
San Mateo se compone de cuatro distritos:
1. San Mateo
2. Desmonte
3. Jesús María
4. Labrador

El distrito de San Mateo tiene una superficie de 64,89 km ² y tiene una población de 3.033 La ciudad se encuentra a una altitud de 264 metros sobre el nivel del mar en las tierras bajas costeras cercanas a la costa central del Pacífico.

## Geografía
Cantón de San Mateo cuenta con un área de 125,03 km² y una altitud media de 254 m s. n. m.

## Clima
Histograma de temperaturas y cantidad de lluvias promedio registradas en el cantón al 2018. 

## Demografía
Para el año 2022, Cantón de San Mateo cuenta con una población estimada de 6952 habitantes, y para el último censo efectuado, en 2011, Cantón de San Mateo contaba con una población de 6136 habitantes.
La población del cantón era de 5195 habitantes, de los cuales, el 5,3% nació en el extranjero. El mismo censo destaca que había 1.834 viviendas ocupadas, de las cuales, el 55,2% se encontraba en buen estado y había problemas de hacinamiento en el 3,2% de las viviendas. El 26,3% de sus habitantes vivían en áreas urbanas. 
Entre otros datos, el nivel de alfabetismo del cantón es del 97,7%, con una escolaridad promedio de 7,5 años.
El mismo censo detalla que la población económicamente activa se distribuye de la siguiente manera:
- Sector Primario: 31,9%
- Sector Secundario: 10,2%
- Sector Terciario: 57,9%

Para el año 2012 presentaba un muy alto índice de desarrollo humano (0.859) según el Programa de las Naciones Unidas para el Desarrollo, siendo uno de los cantones del país que registraron mayores ganancias en este índice. 

## Economía
La economía de San Mateo es básicamente agropecuaria, siendo de importancia la ganadería de engorde, debido a las extensas llanuras del cantón. En lo que se refiere a la agricultura, tiene importancia el cultivo del café y los frutales, sobre todo el marañón. 

### Turismo
Entre los sitios turísticos del cantón se ubican Centro Turístico Piedra Rajada, las antiguas Minas del Aguacate, el puente Damas sobre el río Jesús María, que comunica con Esparza, un balneario natural en el distrito de Desmonte. La ciudad de San Mateo es sitio de paso hacia las playas del Pacífico Central de Costa Rica por la ruta de los Montes del Aguacate, a dos horas de San José.